# Alfred Bickel
Pour les articles homonymes, voir Bickell.
Alfred "Fredel" Bickel est un joueur de football suisse né le 12 mai 1918 à Eppstein et décédé le 18 août 1999.

## Biographie
Il a joué pour le Grasshopper-Club Zurich ainsi que pour l'équipe nationale suisse.
De 1935 à 1956, il a joué 405 matchs et a inscrit 202 buts en 1re division suisse. Il a remporté 7 championnats et 9 coupes de Suisse avec Grasshopper.

## Carrière
- 1935-56 :  Grasshopper-Club Zurich

## Équipe nationale
- 71 sélections, 15 buts.
- Participe à la Coupe du monde de football de 1938 et à la Coupe du monde de football de 1950